# Addicted (película de 2002)
Addicted (중독, Jungdok) es un filme surcoreano de 2002 dirigido por Park Young-hoon.

## Argumento
Los hermanos Jin viven junto con Eun-soo, la mujer del mayor de ellos, hasta que Dae-jin, el hermano menor, a pesar de la objeción de Ho-jin, decide participar en una carrera de coches. Ambos hermanos padecen sendos accidentes de tráfico al mismo tiempo, cayendo ambos en coma. Un año más tarde, contrapronóstico, Dae-jin sale de su aletargamiento asegurando ser Ho-jin. Ahora parece cambiado, hace las mismas cosas, comparte recuerdos y las capacidades de su hermano. Inicialmente Eun-soo se resiste a aceptar el hecho de que el alma de su marido haya asumido el control del cuerpo de Dae-jin, pero finalmente la barrera inicial se rompe.

## Reparto
- Lee Byung-hun como Dae-jin.
- Lee Mi-yeon  como Eun-su.
- Lee Eol como Ho-jun.
- Park Sun-young  como Ye-jin.

## Premios y nominaciones
Premios
- Grand Bell Awards de Corea del Sur (2003).
  - Mejor actriz, Lee Mi-yeon

## Remake
Joel Bergvall y Simon Sandquist se encargan del remake americano con guion de Michael Petroni, que será protagonizado por Sarah Michelle Gellar y Lee Pace.